# Władysław Etc
Władysław Konstanty Etc (ur. 11 marca 1949 w Czerwieńcu lub Czerwińsku) – polski działacz związkowy i opozycyjny w PRL.

## Życiorys
Syn Konstantego i Stefanii. Uczestniczył w wydarzeniach grudnia 1970 na Wybrzeżu, został pobity podczas demonstracji w Słupsku. W 1980 wstąpił do NSZZ „Solidarność”, organizował strajk w koszalińskim Polmozbycie i został wiceprzewodniczącej tamtejszej Komisji Zakładowej. Od 13 grudnia 1981 przebywał w ukryciu w związku z wprowadzeniem stanu wojennego. W ramach walki z opozycją 5 listopada 1982 został powołany do wojska pod pozorem udziału w ćwiczeniach – w rzeczywistości poddawany represjom i uwięzieniu w Wojskowym Obozie Internowania na Kępie Panieńskiej pod Chełmnem (służył w 7 kompanii pontonowej, faktycznie wykonując prace fizyczne i przebywając w trudnych warunkach terenowych). Zwolniono go 3 lutego 1983, w trakcie pobytu udało mu się wydostać z obozu na około dobę i sprowadzić z Koszalina opłatek dla internowanych. Utworzenie wojskowych obozów internowania zostało w 2019 uznane przez sąd za zbrodnię komunistyczną oraz zbrodnię przeciwko ludzkości, a odpowiedzialni za to generałowie Władysław Ciastoń i Józef Sasin usłyszeli wyroki skazujące. W kolejnych latach działał w podziemnych strukturach „Solidarności”, m.in. organizując pomoc dla internowanych. W 1986 roku założył Towarzystwo Trzeźwości Transportowców w Koszalinie, będące faktycznie przykrywką dla działalności związkowej. Wielokrotnie poddawany represjom przez służby PRL.
Na przełomie 1989 i 1990 wybrany szefem Zarządu Regionu Pobrzeże NSZZ „Solidarność”. W wyborach parlamentarnych w 1993 otwierał koszalińską listę okręgową Komitetu Wyborczego NSZZ „Solidarność”. W III RP działał jako wspólnik i pełnomocnik przedsiębiorstw. Został później także członkiem Stowarzyszenia Osób Internowanych „Chełminiacy 1982”, grupującego internowanych w chełmińskim obozie wojskowym. W 2024 wszedł w skład Rady Konsultacyjnej przy Wojewodzie Zachodniopomorskim ds. Działaczy Opozycji Antykomunistycznej oraz Osób Represjonowanych z Powodów Politycznych.
Żonaty, ma syna.

## Odznaczenia
Został odznaczony Złotym Krzyżem Zasługi (2000), Krzyżem Wolności i Solidarności (2015), Medalem „Pro Patria” (2018) oraz Krzyżem Kawalerskim Orderu Odrodzenia Polski (2022).